# Бачко-Градиште
Бачко-Градиште (серб. Бачко Градиште) — село в Сербії, належить до общини Бечей Південно-Бацького округу в багатоетнічному, автономному краю Воєводина.

## Населення
Населення села становить 5519 осіб (2002, перепис), з них:
- мадяри — 2519 — 46,26%;
- серби — 2417 — 44,38%;
- югослави — 151 — 2,77%;

Решту жителів  — з десяток різних етносів, зокрема: хорвати, роми, словаки і кілька русинів-українців.